# Turneriola hirsuta
Turneriola hirsuta är en insektsart som beskrevs av Frederick Arthur Godfrey Muir 1931. Turneriola hirsuta ingår i släktet Turneriola och familjen Tropiduchidae. Inga underarter finns listade i Catalogue of Life.